# Вампири (филм из 1998)
Вампири (енгл. Vampires) амерички је нео-вестерн хорор филм независне продукције из 1998. године, режисера Џона Карпентера, са Џејмсом Вудсом, Данијелом Болдвином, Шерил Ли, Тимом Гинијем, Томасом Ијаном Грифитом и Максимилијаном Шелом у главним улогама. Сценарио написао Дон Џејкоби по истоименој новели Џона Стиклија. Радња прати ловца на вампире, Џека Кроуа, који трага за Јаном Валеком, вампиром који је убио све чланове његовог тима.
Продукцијска кућа Largo Entertainment откупила је ауторска права на новелу Џона Стиклија 1992. године и од тада је била у преговорима са Семом Рејмијем, Питером Џексоном и Џоном Карпентером. Коначно, одлучено је да Карпентер режира филм. Снимање је почело средином јуна 1997, у Новом Мексику, а завршено је почетком августа исте године. Карпентер је у сред снимања одлучио да напусти филм због креативног неслагања са продуцентима, па је техничар за специјалне ефекте, Грег Никотеро, преузео позицију редитеља на пар дана, док се Карпентер није вратио.
Филм је премијерно приказан 30. октобра 1998. Остварио је осредњи комерцијални успех и добио помешане оцене критичара. Добио је три Награде Сатурн и то за најбољег главног глумца (Вудс), најбољу музику (Карпентер) и најбољу шминку (Никорето, Курцман и Бергер). Поред тога добио је још две номинације за исту награду, у категорији најбољег хорор филма и најбољу споредну глумицу (Шерил Ли).
Четири године касније снимљен је наставак под насловом Вампири 2: Мртви.

## Радња
Након што му вампир Јан Валек убије готово читав тим, ловац на вампире Џек Кроу почиње да трага за њим како би му се осветио. Кардинал Алба упознаје Кроуа са новим члановима тима, а на путу им се прикључује и Катрина, проститутка коју је Валек ујео. Катрина се постепено претвара у вампира и тиме њена психичка веза са Валеком јача, што помаже Џеку да га пронађе.

## Улоге
| Глумац               | Улога                 |
| -------------------- | --------------------- |
| Џејмс Вудс           | Џон „Џек” Кроу        |
| Данијел Болдвин      | Ентони „Тони” Монтоја |
| Шерил Ли             | Катрина               |
| Тим Гини             | отац Адам Гитау       |
| Томас Ијан Грифит    | Јан Валек             |
| Максимилијан Шел     | кардинал Алба         |
| Марк Бун мл.         | Катлин                |
| Грегори Сијера       | отац Ђовани           |
| Кари-Хиројуки Тагава | Дејвид Дејо           |
| Томас Росалес мл.    | Ортега                |
| Хенри Кинги          | Ентони                |
| Дејвид Роуден        | Бамби                 |
| Кларк Колеман        | Дејвис                |
| Чад Стахелски        | господар              |
| Марџин Холден        | господарица           |